# Morogues
Pour les articles homonymes, voir Morogues (homonymie).
Morogues est une commune française située dans le département du Cher, en région Centre-Val de Loire.

## Géographie

### Climat
Pour des articles plus généraux, voir Climat du Centre-Val de Loire et Climat du Cher.
En 2010, le climat de la commune est de type climat océanique dégradé des plaines du Centre et du Nord, selon une étude du CNRS s'appuyant sur une série de données couvrant la période 1971-2000. En 2020, Météo-France publie une typologie des climats de la France métropolitaine dans laquelle la commune est exposée à un climat océanique altéré et est dans la région climatique Centre et contreforts nord du Massif Central, caractérisée par un air sec en été et un bon ensoleillement.
Pour la période 1971-2000, la température annuelle moyenne est de 11,4 °C, avec une amplitude thermique annuelle de 15,5 °C. Le cumul annuel moyen de précipitations est de 864 mm, avec 11,7 jours de précipitations en janvier et 7,1 jours en juillet. Pour la période 1991-2020, la température moyenne annuelle observée sur la station météorologique la plus proche, située sur la commune d'Étréchy à 13 km à vol d'oiseau, est de 11,5 °C et le cumul annuel moyen de précipitations est de 794,9 mm,. Pour l'avenir, les paramètres climatiques de la commune estimés pour 2050 selon différents scénarios d'émission de gaz à effet de serre sont consultables sur un site dédié publié par Météo-France en novembre 2022.

## Urbanisme

### Typologie
Au 1er janvier 2024, Morogues est catégorisée commune rurale à habitat très dispersé, selon la nouvelle grille communale de densité à 7 niveaux définie par l'Insee en 2022.
Elle est située hors unité urbaine. Par ailleurs la commune fait partie de l'aire d'attraction de Bourges, dont elle est une commune de la couronne,. Cette aire, qui regroupe 111 communes, est catégorisée dans les aires de 50 000 à moins de 200 000 habitants,.

### Occupation des sols
L'occupation des sols de la commune, telle qu'elle ressort de la base de données européenne d’occupation biophysique des sols Corine Land Cover (CLC), est marquée par l'importance des territoires agricoles (65,8 % en 2018), en diminution par rapport à 1990 (69,2 %). La répartition détaillée en 2018 est la suivante : 
prairies (37,2 %), forêts (33,1 %), terres arables (23,4 %), cultures permanentes (3,8 %), zones agricoles hétérogènes (1,5 %), zones urbanisées (1,1 %).
L'évolution de l’occupation des sols de la commune et de ses infrastructures peut être observée sur les différentes représentations cartographiques du territoire : la carte de Cassini (XVIIIe siècle), la carte d'état-major (1820-1866) et les cartes ou photos aériennes de l'IGN pour la période actuelle (1950 à aujourd'hui).

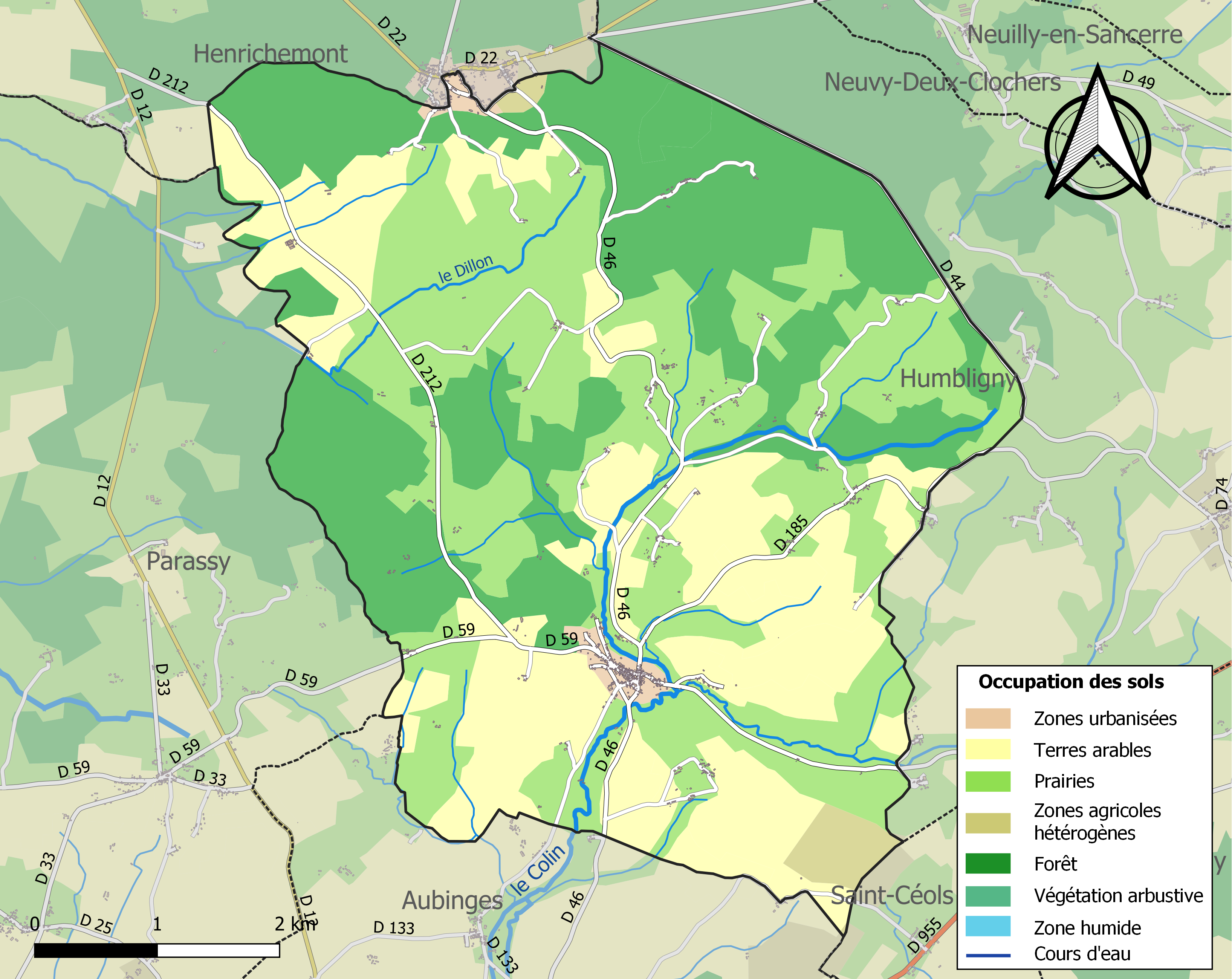
Carte des infrastructures et de l'occupation des sols de la commune en 2018 (CLC).

### Risques majeurs
Le territoire de la commune de Morogues est vulnérable à différents aléas naturels : météorologiques (tempête, orage, neige, grand froid, canicule ou sécheresse), mouvements de terrains et séisme (sismicité faible). Il est également exposé à un risque technologique, le transport de matières dangereuses. Un site publié par le BRGM permet d'évaluer simplement et rapidement les risques d'un bien localisé soit par son adresse soit par le numéro de sa parcelle.

#### Risques naturels

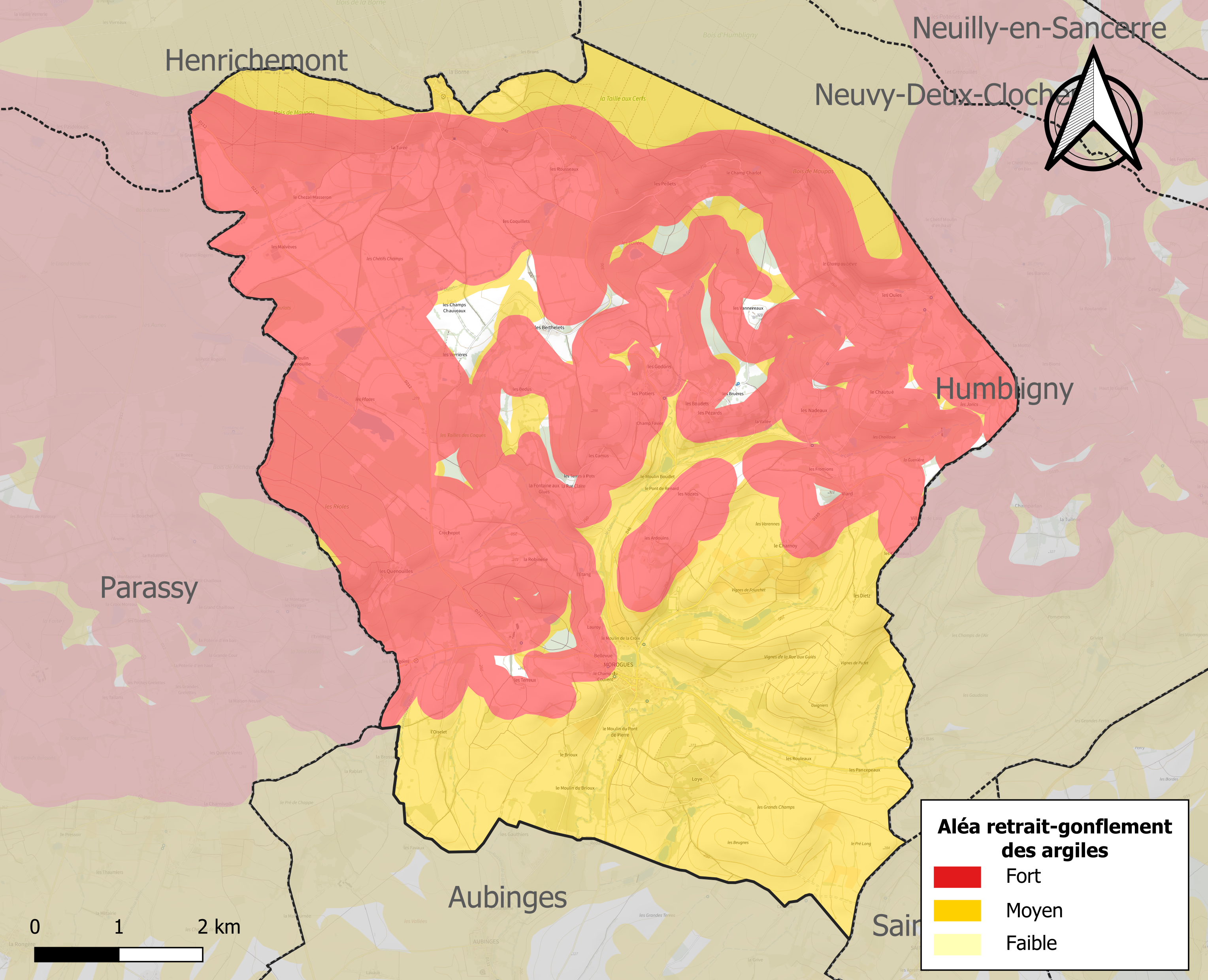
Carte des zones d'aléa retrait-gonflement des sols argileux de Morogues.

La commune est vulnérable au risque de mouvements de terrains constitué principalement du retrait-gonflement des sols argileux. Cet aléa est susceptible d'engendrer des dommages importants aux bâtiments en cas d’alternance de périodes de sécheresse et de pluie. 97,2 % de la superficie communale est en aléa moyen ou fort (90 % au niveau départemental et 48,5 % au niveau national). Sur les 334 bâtiments dénombrés sur la commune en 2019, 324 sont en aléa moyen ou fort, soit 97 %, à comparer aux 83 % au niveau départemental et 54 % au niveau national. Une cartographie de l'exposition du territoire national au retrait gonflement des sols argileux est disponible sur le site du BRGM,.
Concernant les mouvements de terrains, la commune a été reconnue en état de catastrophe naturelle au titre des dommages causés par la sécheresse en 2018 et 2019 et par des mouvements de terrain en 1999.

#### Risques technologiques
Le risque de transport de matières dangereuses sur la commune est lié à sa traversée par des infrastructures routières ou ferroviaires importantes ou la présence d'une canalisation de transport d'hydrocarbures. Un accident se produisant sur de telles infrastructures est en effet susceptible d’avoir des effets graves au bâti ou aux personnes jusqu’à 350 m, selon la nature du matériau transporté. Des dispositions d’urbanisme peuvent être préconisées en conséquence.

## Toponymie
Du bas latin Muroga. Nom de femme d'origine germanique, dont la déclinaison imparisyllabique franque a-anae aboutit à -ogue ; ou plus probablement du gaulois margâ = marais, d'où frontière - le village est en lisière du territoire antique des Biturîges, et comprend le hameau de La Borne, du gaulois bodnâ = borne frontalière.
Le s final, qui apparait dès le XIIIe siècle, serait parasite et muet.
Formes attestées : Muroga, 1145 (Archives départementales du Cher-13 H, abbaye de Saint-Satur) ; Moruegues, 1228 (Bibliothèque nationale de France-Ms Latin, Nouvelles acquisitions, no 1274, Cartulaire du chapitre de Saint-Étienne de Bourges) ; Parrochia de Moresgues, 1237 (Bibliothèque nationale de France-Ms Latin, Nouvelles acquisitions, no 1274, Cartulaire du chapitre Saint-Étienne de Bourges) ; Parrochia de Morogiis, 1255 (Archives départementales du Cher-13 H, abbaye de Saint-Satur) ; Moroga, XIIIe s. (Bibliothèque nationale de France-Ms Latin, Nouvelles acquisitions, no 1274, Cartulaire du chapitre Saint-Étienne de Bourges) ; Morogiis, 1281 (Archives départementales du Cher-15 H 24) ; Parrochia de Morogues, 1283, 1285 (Archives départementales du Cher-15 H 24) ; Morogiis, 1298 (A.D. 18-15 H 24) ; 

Apud Morojias, 1345 (Bibliothèque nationale de France-Ms Latin, Nouvelles acquisitions, no 1274, Cartulaire du chapitre Saint-Étienne de Bourges) ; Morogiis, 1394 (Archives départementales du Cher-15 H 24) ;
Moronges, 1425 (Archives départementales du Cher-15 H 24) ; La ville de Morogues, 1457 (Archives départementales du Cher -E, seigneurie de Maupas) ; La paroisse de Morogues en Berry, 1457 (-E, seigneurie de Maupas) ; Morogues, septembre 1484 (Archives nationales-JJ 216, no 192, fol. 141) ; Morogues, 1489 (Archives départementales du Cher-15 H 24) ; Le bourg de Morogues, juin 1493 (Archives nationales-JJ 226A, no 149, fol. 88 v° ; no 159, fol. 96) ;
Morogues, 1567 (Nicolas de Nicolaÿ, Description générale de Berry, p. 59) ; La parroisse de Morogues soubs les Aix, 1610 (Archives départementales du Cher-E, seigneurie des Aix-d’Angillon) ; Le sieur d’une pièce de pré assiz à Morogues, 1635 (Archives départementales du Cher-B 1064, art. 198, fol. 17 r°) ; Morogues, 14 novembre 1788 (Archives départementales du Cher-C 1109, Élection de Bourges) ; Morogues, XVIIIe s. (carte de Cassini).
Délimitation réalisée de Morogues d'avec Aubinges par Ordonnance royale du 28 avril 1830 (A.N.-F 2 II Cher 1).

## Politique et administration
| Période                                  | Période                       | Identité           | Étiquette | Qualité |
| ---------------------------------------- | ----------------------------- | ------------------ | --------- | --- |
| Les données manquantes sont à compléter. |                               |                    |           | |
| 1793                                     | 1807                          | Jean Deschamps     |           | |
| 1807                                     | 1809                          | Jean André         |           | |
| 1809                                     | 1813                          | Pierre Dupuis      |           | |
| 1813                                     | 1825                          | Guillaume Guibert  |           | Propriétaire. Acquéreur et propriétaire du château de Maupas durant la Révolution entre 1789 jusqu'à l'amnistie de 1802. |
| 1825                                     | 1834                          | M. Ruelle          |           | |
| 1834                                     | 1843                          | M. Auger           |           | |
| 1843                                     | 1849                          | M. Dupuis          |           | |
| 1849                                     | 1870                          | Jean-Baptiste Bedu |           | |
| 1870                                     | 1904                          | Jean Henri Jossant |           | |
| 1904                                     | 1908                          | François Dupuis    |           | |
| 1908                                     | 1929                          | Théophile Paulin   |           | |
| 1929                                     | 1947                          | Alexandre Dupuis   |           | |
| 1947                                     | 1957                          | René Coquillay     |           | |
| 1957                                     | mars 1977                     | Ernest Pelle       |           | |
| mars 1977                                | mars 1989                     | Henry Pelle        |           | |
| mars 1989                                | juin 1995                     | Éric Pelle         |           | |
| juin 1995                                | mars 2001                     | Yvette Vilain      |           | |
| mars 2001                                | mars 2008                     | Luc Doumas         | PCF       | |
| mars 2008                                | En cours (au 18 février 2020) | Gérard Clavier,    | DVG       | Ingénieur ou cadre technique d'entreprise, Conseiller départemental du Canton de Saint-Germain-du-Puy depuis 2021        |

Source : De la Révolution à l'an 2000, le Mémorial des Maires du Cher
 de Jessy Ruzé - Les Éditions du Terroir - 1999  (ISBN 2913790119)

## Démographie
L'évolution du nombre d'habitants est connue à travers les recensements de la population effectués dans la commune depuis 1793. Pour les communes de moins de 10 000 habitants, une enquête de recensement portant sur toute la population est réalisée tous les cinq ans, les populations de référence des années intermédiaires étant quant à elles estimées par interpolation ou extrapolation. Pour la commune, le premier recensement exhaustif entrant dans le cadre du nouveau dispositif a été réalisé en 2006.

En 2022, la commune comptait 423 habitants, en évolution de −4,51 % par rapport à 2016 (Cher : −2,48 %, France hors Mayotte : +2,11 %).
| 1793  | 1800  | 1806  | 1821  | 1831  | 1836  | 1841  | 1846  | 1851  |
| ----- | ----- | ----- | ----- | ----- | ----- | ----- | ----- | ----- |
| 1 105 | 1 300 | 1 494 | 1 306 | 1 440 | 1 468 | 1 442 | 1 457 | 1 499 |

| 1856  | 1861  | 1866  | 1872  | 1876  | 1881  | 1886  | 1891  | 1896  |
| ----- | ----- | ----- | ----- | ----- | ----- | ----- | ----- | ----- |
| 1 412 | 1 401 | 1 416 | 1 340 | 1 331 | 1 268 | 1 313 | 1 285 | 1 290 |

| 1901  | 1906  | 1911  | 1921 | 1926 | 1931 | 1936 | 1946 | 1954 |
| ----- | ----- | ----- | ---- | ---- | ---- | ---- | ---- | ---- |
| 1 173 | 1 204 | 1 096 | 874  | 843  | 772  | 717  | 689  | 594  |

| 1962 | 1968 | 1975 | 1982 | 1990 | 1999 | 2006 | 2011 | 2016 |
| ---- | ---- | ---- | ---- | ---- | ---- | ---- | ---- | ---- |
| 562  | 492  | 397  | 376  | 456  | 424  | 458  | 422  | 443  |

| 2021 | 2022 | - | - | - | - | - | - | - |
| ---- | ---- | - | - | - | - | - | - | - |
| 427  | 423  | - | - | - | - | - | - | - |

## Culture locale et patrimoine

### La boucle du Château de Maupas
En deux heures, le Cher Pas-à-Pas nous propose cet itinéraire afin de remonter le cours de l'histoire de Morogues et découvrir des sites préservés, en passant par son plus important monument.
Le territoire de Morogues fait partie de l'aire d'appellation d'origine contrôlée de Menetou-Salon. Omniprésente dans le paysage, la vigne est au centre des activités. Les soins à donner aux ceps et aux cuvées s'échelonnent sur toute l'année. De nombreux habitants travaillent dans le domaine viticole. Le vin est le prétexte de fêtes et réjouissances annuelles, souvent animées par le groupe folklorique local "les Viguenets".
La céramique a aussi sa place, car la commune loge de nombreux artistes venus travailler la terre à pots locale: c'est en lisière du territoire que se trouve le village des potiers de la Borne, où la tradition du grès remonte à plusieurs millénaires.
Au sommet du coteau dominant le village de Morogues et la vallée du Colin se dresse l'imposant château de Maupas, icône historique dont le passé est intrinsèquement lié à celui du village. Celui-ci s'entoure d'un vaste parc boisé agrémenté d'un étang. Au XVIIIe siècle, la famille Agard est devenue propriétaire des lieux et a réuni sous sa coupe les terres de Maupas, Morogues et Paracy (aujourd'hui Parassy). La famille Agard s'appelle désormais Agard de Maupas. Celle-ci a obtenu que le roi Louis XV leur confère le titre de marquis de Maupas, titre que les descendants et titulaires actuels détiennent depuis plus de douze générations. Parmi les châteaux de la Route Jacques Cœur, Maupas est l'un des plus riches en souvenirs. La demeure est encore habitée de nos jours, mais il est possible de visiter le château. L'escalier d'honneur, couramment surnommé "l'escalier aux assiettes" présente une collection unique de 877 assiettes de faïence, en provenance des plus grandes manufactures françaises et européennes du XVIIIe siècle (Rouen, Delft, Moustiers, Nevers...). Ces assiettes sont issues d'époques diverses.
Dans un registre plus austère, l'église Saint-Symphorien de Morogues est remarquable par son clocher à étages polygonaux. Le matériau visible depuis le sommet des collines est un grès ferrugineux de teinte très foncée, d'où son nom de "pierre de bure". Typique des reliefs situés au nord de la côte du Cénomancien, dans les bocages dits "du Pays Fort", il est possible de contempler ses pierres sombres et son haut clocher s'élevant par-dessus le village. La nef abrite un banc à baldaquin du XIVe siècle, en bois sculpté, rescapé de l'ancienne Sainte-Chapelle de Bourges juste avant sa déplorable destruction, grâce à un membre de la famille de Maupas, archidiacre à la cathédrale Saint-Étienne de Bourges.

### Lieux et monuments
- Ateliers et fours de potiers de La Borne inscrits aux monuments historiques en 1996[23] dont une partie se trouve sur la commune de Henrichemont.
- Château de Maupas inscrit aux monuments historiques en 1992[24].
- Église Saint-Symphorien inscrite aux monuments historiques en 1926[25].

### Personnalités liées à la commune
- L'astronome Bernard Christophe a rendu hommage au village de Morogues, en baptisant l'astéroïde (133404) Morogues.